# Aphyosemion
Genre
Le genre Aphyosemion regroupe plusieurs espèces de poissons originaires des régions tropicales de l'Afrique de l'ouest (aire qui s'étend de la Côte d'Ivoire au Congo); de la famille des Nothobranchiidae, ils sont généralement très colorés. Ces poissons de 6 cm en moyenne vivent dans la nature dans des biotopes extrêmes où ils échappent à la pression concurrentielle: eaux boueuses ou polluées, mares d'eaux temporaires (qui s'assèchent en saison sèche). Selon les espèces, les œufs, dont l'enveloppe est très dure, peuvent passer par une phase d'assèchement. Leur durée de vie, dans la nature, est liée à l'importance de la saison sèche, mais en aquarium ils peuvent vivre plus de trois ans. Les poissons du genre Aphyosemion font partie de ce que les amateurs appellent les « Killies ».

## Liste des espèces
Selon FishBase (31 juillet 2017) :
- Aphyosemion abacinum Huber, 1976
- Aphyosemion ahli Myers, 1933
- Aphyosemion alpha Huber, 1998
- Aphyosemion amoenum Radda & Pürzl, 1976
- Aphyosemion aureum Radda, 1980
- Aphyosemion australe (Rachow, 1921)
- Aphyosemion bamilekorum Radda, 1971
- Aphyosemion batesii (Boulenger, 1911)
- Aphyosemion bitaeniatum (Ahl, 1924)
- Aphyosemion bivittatum (Lönnberg, 1895)
- Aphyosemion bualanum (Ahl, 1924)
- Aphyosemion buytaerti Radda & Huber, 1978
- Aphyosemion callipteron (Radda & Pürzl, 1987)
- Aphyosemion calliurum (Boulenger, 1911)
- Aphyosemion cameronense (Boulenger, 1903)
- Aphyosemion campomaanense Agnèse, Brummett, Caminade, Catalan & Kornobis, 2009
- Aphyosemion castaneum Myers, 1924
- Aphyosemion caudofasciatum Huber & Radda, 1979
- Aphyosemion celiae Scheel, 1971
- Aphyosemion chauchei Huber & Scheel, 1981
- Aphyosemion christyi (Boulenger, 1915)
- Aphyosemion citrineipinnis Huber & Radda, 1977
- Aphyosemion coeleste Huber & Radda, 1977
- Aphyosemion cognatum Meinken, 1951
- Aphyosemion congicum (Ahl, 1924)
- Aphyosemion cyanostictum Lambert & Géry, 1968
- Aphyosemion dargei Amiet, 1987
- Aphyosemion decorsei (Pellegrin, 1904)
- Aphyosemion ecucuense (Sonnenberg, 2008)
- Aphyosemion edeanum Amiet, 1987
- Aphyosemion elberti (Ahl, 1924)
- Aphyosemion elegans (Boulenger, 1899)
- Aphyosemion erythron (Sonnenberg, 2008)
- Aphyosemion escherichi (Ahl, 1924)
- Aphyosemion etsamense Sonnenberg & Blum, 2005
- Aphyosemion exigoideum Radda & Huber, 1977
- Aphyosemion exiguum (Boulenger, 1911)
- Aphyosemion ferranti (Boulenger, 1910)
- Aphyosemion franzwerneri Scheel, 1971
- Aphyosemion fulgens Radda, 1975
- Aphyosemion gabunense Radda, 1975
- Aphyosemion georgiae Lambert & Géry, 1968
- Aphyosemion grelli Valdesalici & Eberl, 2013
- Aphyosemion hanneloreae Radda & Pürzl, 1985
- Aphyosemion heinemanni Berkenkamp, 1983
- Aphyosemion hera Huber, 1998
- Aphyosemion herzogi Radda, 1975
- Aphyosemion hofmanni Radda, 1980
- Aphyosemion joergenscheeli Huber & Radda, 1977
- Aphyosemion kouamense Legros, 1999
- Aphyosemion koungueense (Sonnenberg, 2007)
- Aphyosemion labarrei Poll, 1951
- Aphyosemion lamberti Radda & Huber, 1977
- Aphyosemion lefiniense Woeltjes, 1984
- Aphyosemion lividum Legros & Zentz, 2007
- Aphyosemion loennbergii (Boulenger, 1903)
- Aphyosemion louessense (Pellegrin, 1931)
- Aphyosemion lugens Amiet, 1991
- Aphyosemion lujae (Boulenger, 1911)
- Aphyosemion maculatum Radda & Pürzl, 1977
- Aphyosemion malumbresi Legros & Zentz, 2006
- Aphyosemion melanogaster (Legros, Zentz & Agnèse, 2005)
- Aphyosemion melinoeides (Sonnenberg, 2007)
- Aphyosemion mengilai Valdesalici & Eberl, 2014
- Aphyosemion mimbon Huber, 1977
- Aphyosemion musafirii Van der Zee & Sonnenberg, 2011
- Aphyosemion ocellatum Huber & Radda, 1977
- Aphyosemion ogoense (Pellegrin, 1930)
- Aphyosemion omega (Sonnenberg, 2007)
- Aphyosemion pamaense Agnèse, Legros, Cazaux & Estivals, 2013
- Aphyosemion pascheni (Ahl, 1928)
- Aphyosemion passaroi Huber, 1994
- Aphyosemion plagitaenium Huber, 2004
- Aphyosemion poliaki Amiet, 1991
- Aphyosemion polli Radda & Pürzl, 1987
- Aphyosemion primigenium Radda & Huber, 1977
- Aphyosemion pseudoelegans Sonnenberg & Van der Zee, 2012
- Aphyosemion punctatum Radda & Pürzl, 1977
- Aphyosemion punctulatum (Legros, Zentz & Agnèse, 2005)
- Aphyosemion raddai Scheel, 1975
- Aphyosemion rectogoense Radda & Huber, 1977
- Aphyosemion riggenbachi (Ahl, 1924)
- Aphyosemion schioetzi Huber & Scheel, 1981
- Aphyosemion schluppi Radda & Huber, 1978
- Aphyosemion schoutedeni (Boulenger, 1920)
- Aphyosemion seegersi Huber, 1980
- Aphyosemion splendopleure (Brüning, 1929)
- Aphyosemion splendopleure (Meinken, 1930)
- Aphyosemion striatum (Boulenger, 1911)
- Aphyosemion teugelsi van Der Zee & Sonnenberg, 2010
- Aphyosemion thysi Radda & Huber, 1978
- Aphyosemion tirbaki Huber, 1999
- Aphyosemion trilineatus (Brüning, 1930)
- Aphyosemion volcanum Radda & Wildekamp, 1977
- Aphyosemion wachtersi Radda & Huber, 1978
- Aphyosemion wildekampi Berkenkamp, 1973
- Aphyosemion wuendschi Radda & Pürzl, 1985
- Aphyosemion zygaima Huber, 1981